# Otto Eikhof
Otto Andreas Cornils Eikhof Deertz (Hamburgo, Alemania, 27 de julio de 1883-Santiago, Chile, 11 de agosto de 1974) fue un futbolista y árbitro alemán. Era hermano del también futbolista Ernst Eikhof.

## Trayectoria

### En Alemania
Ingresó al Victoria Hamburgo en 1898, club que disputaba los campeonatos de Clase A de la Liga de Fútbol de Hamburgo-Altona. Estuvo en este equipo durante 9 temporadas, donde además de ser el capitán del equipo, también tuvo puestos en la directiva.
Junto al equipo consiguió los campeonatos locales de 1905 y 1906. En consecuencia, como equipo ganador participó en el Campeonato de Alemania Septentrional organizado por la Liga de Fútbol del Norte de Alemania en la temporada 1905-06. Debido al éxito en este campeonato, él y su club participaron en las fases finales del Campeonato Alemán. Llegó a los cuartos de final, donde perdieron 3-5 contra el Dresdner SC el 28 de mayo de 1905; y también en la misma fase se inclinaron por 1-3 el 29 de abril de 1906 contra el BTuFC Union 1892.
Su último encuentro con el Victoria Hamburgo fue el encuentro de la inauguración del estadio del club, el Estadio Hoheluft el 22 de septiembre de 1907 frente al VfB Leipzig, campeón del fútbol alemán.
Tanto Otto, apodado como «Tulle» dentro del ambiente futbolístico, como su hermano Ernst, jugaron para la selección de Hamburgo. Además, Otto Eikhof arbitró en cuatro partidos de la ronda final del Campeonato Alemán, incluida la final de 1906 entre el VfB Leipzig y el 1. FC Pforzheim. También estaba previsto su arbitraje para la final de 1907, pero fue descartado por el FC Viktoria 1889 Berlín para ello.

### En Chile
En noviembre de 1907 llegó al puerto de Talcahuano en Chile, contratado por Neckelman Hermanos. A su llegada a Concepción se unió al Concepción Wanderers, y en 1909 participó de la fundación del Concepción United. Al año siguiente consiguió con el equipo la liga local y la Copa Té Ratanpuro.

## Selección nacional
Fue internacional con la selección chilena durante el año 1910 para los encuentros conmemorativos del centenario de Chile. Participó del encuentro oficial disputado en el Valparaíso Sporting Club de Viña del Mar frente a Argentina el 11 de septiembre de 1910.

### Partidos internacionales
| 1     | 11 de septiembre de 1910 | Valparaíso Sporting Club, Viña del Mar, Chile | Chile      | 0-3 | Argentina | Amistoso |
| Total |                          |                                               | Presencias | 1   |           |          |

## Clubes
| Club                   | País     | Año       |
| ---------------------- | -------- | --------- |
| Victoria Hamburgo      | Alemania | 1898-1907 |
| Concepción Wanderers   | Chile    | 1908-1909 |
| Concepción United      | Chile    | 1909-1913 |
| American de Concepción | Chile    | 1915      |

## Palmarés

### Campeonatos locales
| Título                               | Club              | Año  |
| ------------------------------------ | ----------------- | ---- |
| Campeonato de Hamburgo y Altona      | Victoria Hamburgo | 1905 |
| Campeonato de Hamburgo y Altona      | Victoria Hamburgo | 1906 |
| Campeonato de Alemania Septentrional | Victoria Hamburgo | 1906 |
| Campeonato de Hamburgo y Altona      | Victoria Hamburgo | 1907 |
| Campeonato de Alemania Septentrional | Victoria Hamburgo | 1907 |
| Asociación de Concepción             | Concepción United | 1910 |
| Copa Té Ratanpuro                    | Concepción United | 1910 |
| Copa El Día                          | Concepción United | 1910 |